# Dusona variabilis
Dusona variabilis är en stekelart som först beskrevs av Franklin 1915.  Dusona variabilis ingår i släktet Dusona och familjen brokparasitsteklar. Inga underarter finns listade i Catalogue of Life.